# Burggrafen von Altenburg

Wappen der Burggrafen von Altenburg und der Stadt Penig

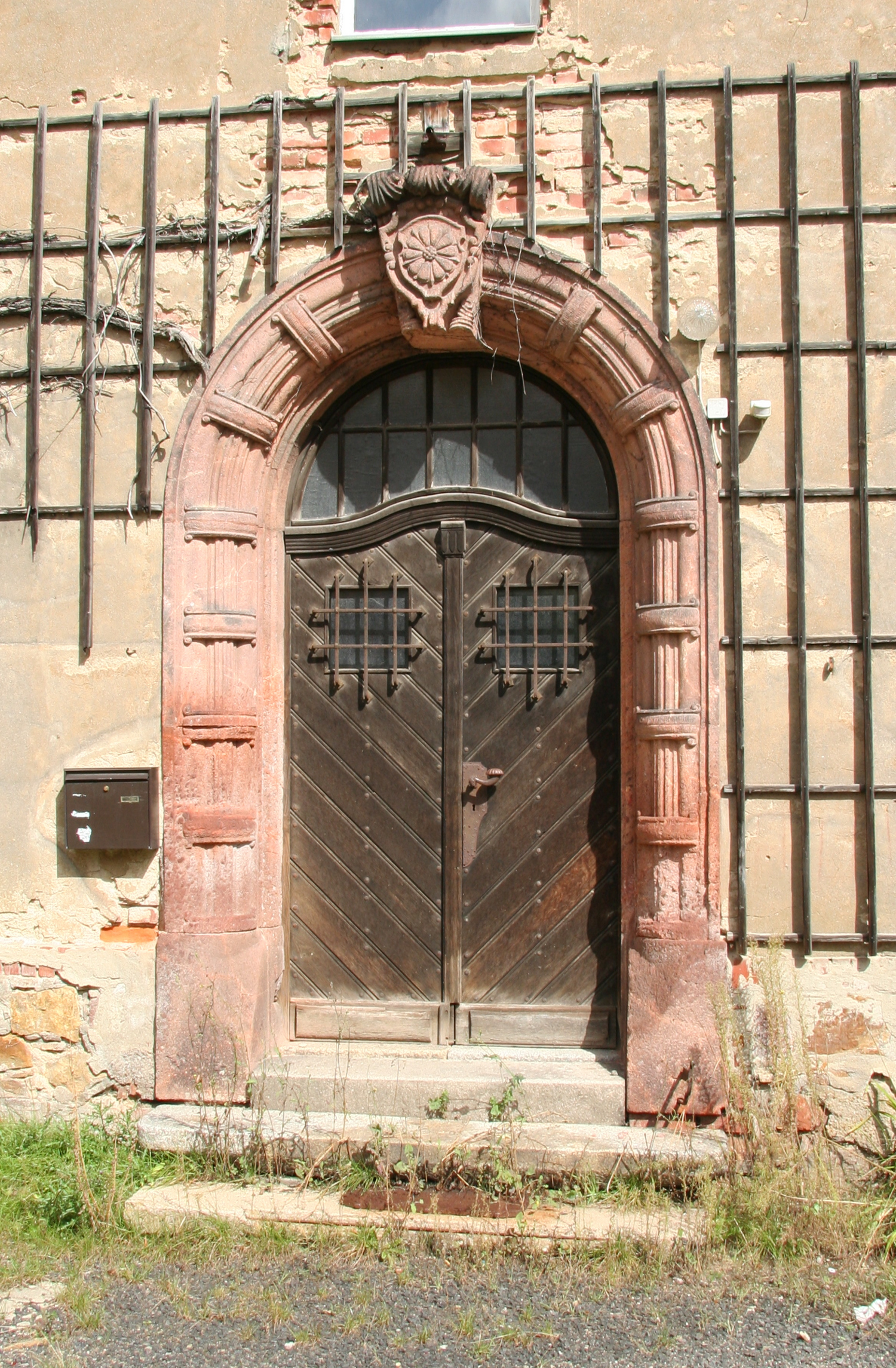
Wappen über Portal am Alten Schloss Penig

Die Burggrafen von Altenburg waren ein deutsches Adelsgeschlecht in Sachsen und Thüringen.

## Geschichte

### Entstehung der Burggrafschaft Altenburg im Pleißenland
Die Burggrafschaft Altenburg wurde im Zuge der deutschen Ostkolonisation im Jahr 1147 unter König Konrad III. im Pleißenland errichtet. Sie diente einerseits der Festigung der Position von Konrad III. im Reich, andererseits diente sie der Sicherung und Verwaltung des königlichen Gutes in und um die Kaiserpfalz Altenburg.
Als Inhaber der militärischen, richterlichen und politischen Aufgaben in der Burggrafschaft Altenburg traten ab Mitte des 12. Jahrhunderts die Burggrafen von Altenburg auf, die vermutlich schon vor der Mitte des 12. Jahrhunderts im Altenburger Raum herrschaftlich verankert waren. Erster Inhaber des Burggrafenamts war Heinrich I. von Altenburg (gest. 1203), der vermutlich seit 1146/47, sicher seit 1150 aus der Hand von König Konrad III. den Altenburger Burggrafentitel mit umfangreichen Gebietsrechten über die Bewohner des Pleißengaus und Burgkorneinkünften innehatte. Im Zuge der Formierung des Pleißengaus zum Reichsland ab 1158/65 beteiligte sich Heinrich I. von Altenburg maßgeblich an der reichsländischen Kolonisation im Raum Altenburg, Leisnig/Colditz, um Frohburg/Flößberg (Flügelsberg) und im Raum Zinnberg/Penig an der Zwickauer Mulde. Dadurch erlangte die Familie von Altenburg erheblichen herrschaftlichen Zuwachs. Heinrich I. starb 1203, erschien jedoch 1189 letztmals als Burggraf von Altenburg.
Der Nachfolger im Burggrafenamt war Heinrichs Sohn Dietrich I. von Altenburg, der bei der Teilung der väterlichen Gesamtherrschaft neben dem Burggrafenamt die Güter um Altenburg erhielt, während die kolonialen Teile um Frohburg und Flößberg an seine Brüder gingen. Als Nachfolger von Dietrich I. ist ab 1210 sein Bruder Albrecht I. von Altenburg (gest. 1229) erwähnt. Dieser hatte als zweitgeborener Sohn bei der väterlichen Herrschaftsteilung als Entschädigung die Herrschaftsrechte um Frohburg erhalten. Während Albrecht I. zur Behauptung der königlichen und reichsländischen Macht in Mitteldeutschland beitrug, hatte er in seinem Frohburger Herrschaftszentrum mit dem Vordringen wettinischer Dienstmannen (Herren von Schladebach/Gnandstein) Rückschläge einzustecken. Weiterhin bedachte er das Bergerkloster zu Altenburg mit zahlreichen Schenkungen.
Zwischen 1222 und 1273 ist Albrecht II. von Altenburg als Burggraf von Altenburg bezeugt. Sicher trat er aber das Burggrafenamt erst nach dem Tod seines Vaters Albrecht I. im Jahr 1229 an. Während seiner Regierungszeit gewann die familiäre Landesherrschaft gegenüber dem Amt stärkere Bedeutung. Nach dem um 1253 erfolgten Tod des Vetters von Albrecht II., Konrad von Frohburg, fiel die Frohburger Herrschaft als Erbe wieder zurück an die burggräfliche Linie, wodurch Frohburg in dieser Zeit zum neuen Zentrum burggräflicher Machtentfaltung wurde.

### Die Burggrafschaft Altenburg seit der Verpfändung an die Wettiner 1243
Nach der 1243 erfolgten Verpfändung des Pleißenlands an die Wettiner näherte sich Burggraf Albrecht II. dem Meißner Markgrafen Heinrich III. an. Im Jahr 1253 demonstrierte Markgraf Heinrich III. durch Beurkundungen seine Machtansprüche auf das Pleißenland. Zur Zeit seiner Regentschaft trug Burggraf Albrecht II. zur Stabilisierung der wettinischen Herrschaft im Pleißenland bei. Mit seiner Mündigkeit im Jahr 1261 übernahm Heinrichs Sohn, Albrecht II., ab 1265 Landgraf von Thüringen, die Herrschaft im Pleißenland. Im ersten Jahrzehnt seiner Herrschaft blieb der kaiserliche Burggraf Albrecht II. als Landrichter in seinem Amt. Als die Kaisertochter Margaretha von Staufen, die bei Verlobung mit dem Landgrafen von Thüringen, Albrecht II. im Jahr 1243 das Pleißenland als Mitgift erhalten hatte, im Jahr 1270 von ihrem Ehemann floh, zerbrach die Verbindung zwischen dem Burg- und dem Landgrafen völlig. Burggraf Albrecht II. wurde 1270 durch den Landgrafen vertrieben. Gleichzeitig verlor er seinen Wohnsitz im Altenburger Schloss. Daraufhin zog sich Albrecht II. auf seine Güter im Muldenraum um Zinnberg/Penig und Rochsburg zurück. Im gleichen Jahr setzte der Landgraf seinen Dienstmann Siegfried von Hopffgarten als Landrichter im Pleißenland mit Sitz auf der Burg Altenburg ein.

### Teilung der Burggrafen von Altenburg in Zinnberger und Rochsburger Linie
Auf Grundlage eines 1270 geschlossenen Vergleichs wurde das väterliche Erbe nach dem 1275 erfolgten Tod von Albrecht II. in der Weise geteilt, dass der ältere Sohn Albrecht III. die Burggrafenwürde und den größeren Teil der burggräflichen Besitzungen mit der um 1170 erbauten Burg Zinnberg und der um 1260 entstandenen Siedlung Penig erhielt. Bereits im Jahre 1276 traten auf Burg Zinnberg mit „Heinricus de Cinnenberg“ Ministeriale der Altenburger Burggrafen auf. Diese sind nicht mit dem Burggrafengeschlecht zu verwechseln. Der jüngere Sohn Dietrich II. von Altenburg erhielt bei der Teilung die 1195 erstmals erwähnte Rochsburg und nannte sich seitdem Dietrich II. von Rochsburg. Die Rochsburger Linie wurde 1283 erstmals als Lehnsnehmer der Rochsburg erwähnt. Die Burggrafen von Altenburg erhielten sie vermutlich als wettinisches Lehen, als mit „Gunteros de Rochsberg“ um 1220/24 dieses edelfreie Geschlecht ausgestorben war.
Nach dem Zerwürfnis mit Siegfried von Hopfgarten, setzte Landgraf Albrecht II. ab 1275 mit Albrecht III. den Sohn des ehemaligen Burggrafen Albrecht II. in das Burggrafenamt ein. Nach seinem Tod folgte ihm 1280 sein Sohn Heinrich IV. von Altenburg. Da die beiden jüngeren Brüder von Heinrich IV. in den Deutschen Orden eingetreten waren und Heinrich IV. im Jahr 1291 ohne erbberechtigten Nachkommen starb, gingen das Altenburger Burggrafenamt und die Besitzungen der Zinnberger Linie an Heinrichs Onkel Dietrich II. von Rochsburg über.

### Ende der Burggrafen von Altenburg und Übergang an die Wettiner
Der letzte Altenburger Burggraf aus dem Geschlecht derer von Altenburg war Albrecht IV. von Altenburg. Er wurde 1295 erstmals urkundlich erwähnt und trat nach dem Tod seines Vaters Dietrich II. von Rochsburg im Jahr 1303 die Nachfolge in Amt und Herrschaft an. Der Kern seiner Macht wurde neben den weitgehend ausgedünnten Amtsrechten im Pleißengau aus den wieder vereinten und weitgehend geschlossenen Rechten und Besitzungen um Zinnberg/Penig und Rochsburg an der Zwickauer Mulde und seit 1323 in Lauterstein im mittleren Erzgebirge gebildet. Zu Beginn seiner Herrschaft erfolgten zahlreiche Schenkungen an den Deutschen Orden, das Bergerkloster zu Altenburg und weitere Klöster. Albrecht IV. gehörte in den Jahren 1306/07 zunächst mit den pleißenländischen Reichslandständen und weiteren Herren zur antiwettinischen Partei, die dem König Albrecht V. von Habsburg eng verbunden war. Nachdem der wettinische Markgraf Friedrich der Freidige im Jahr 1308 das Pleißenland in Besitz genommen hatte, erkannte Albrecht IV. die Oberhoheit der Wettiner faktisch an. In der Folgezeit festigte er seinen Einfluss im Machtbereich der Wettiner, u. a. wurde er in die Bemühungen um einen Landfrieden einbezogen und als Schlichter in adligen Streitfällen herangezogen. Weiterhin wurde Albrecht IV. enger Vertrauter der Markgrafen. Durch seine Beteiligung an der Niederwerfung und Vertreibung der Herren von Schellenberg, die nach der „Schellenberger Fehde“ (1275 bis 1293) und der anschließenden Verwüstung der Güter des Klosters Altzella bei Nossen im Jahr 1319 geächtet wurden, erhielt Burggraf Albrecht IV. aus dem eingezogenen Schellenberger Besitz im Jahr 1322/23 die Herrschaft Lauterstein mit der Stadt Zöblitz im mittleren Erzgebirge zu Lehen. Weiterhin konnte er zusammen mit seinem Schwiegersohn Otto von Leisnig noch anderen Besitzzuwachs aus der Hand der Wettiner verzeichnen. Dies waren u. a. im Jahr 1324 die Stadt und Herrschaft Waldheim und die Belehnung mit den Dörfern Göhren, Himmelhartha, Schlaisdorf und Gütern in Wernsdorf nördlich von Lunzenau an der Zwickauer Mulde.

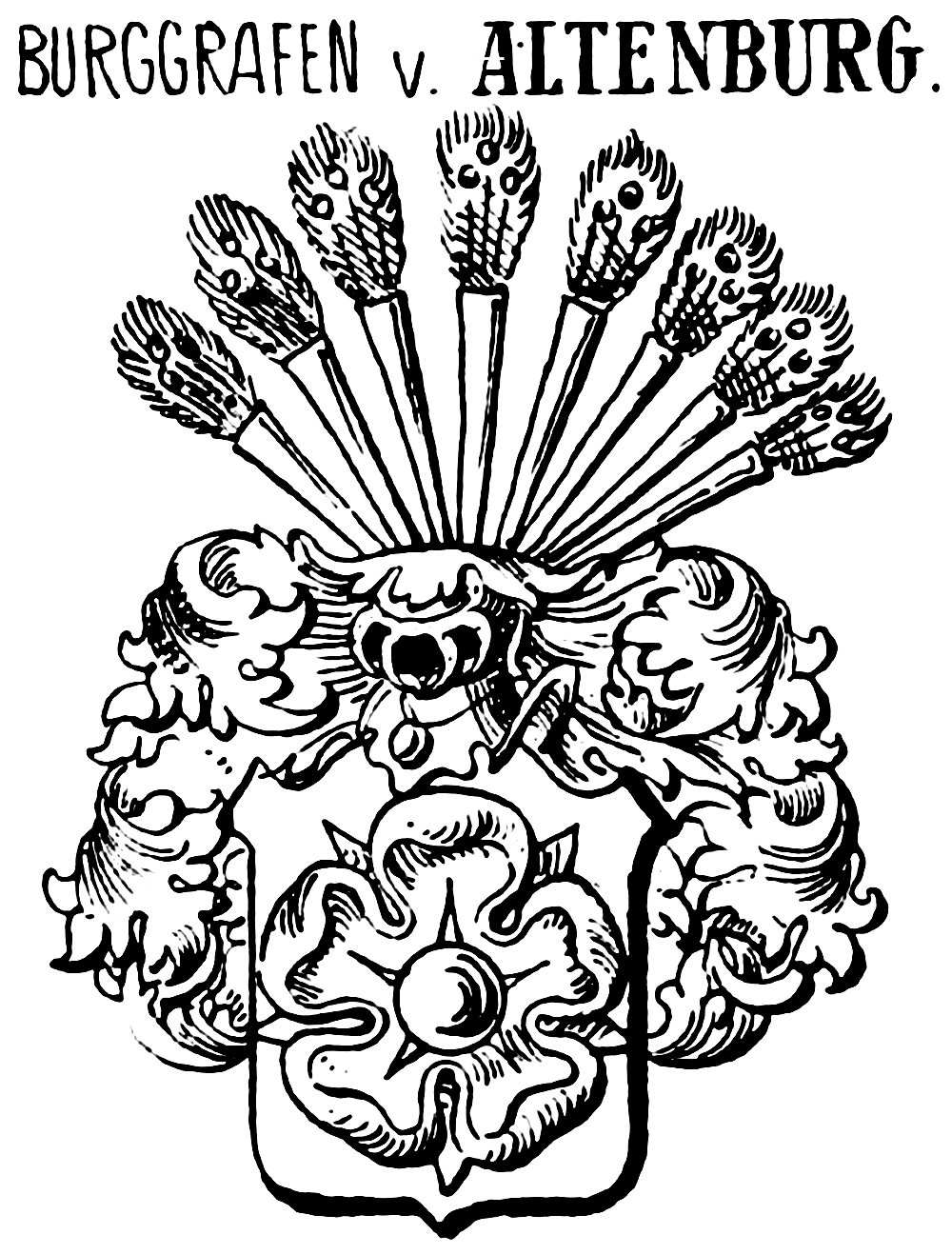
Wappen der Burggrafen von Altenburg

Albrecht IV. hatte nur eine einzige Tochter namens Elisabeth, die mit dem Burggrafen Otto I. von Leisnig verheiratet war. Sein Bruder Dietrich von Altenburg war durch seinen 1307 erfolgten Eintritt in den Deutschen Orden von der Erbfolge ausgeschlossen. Durch königliche und wettinische Belehnung gemeinsam mit seinem Schwiegersohn Otto I. von Leisnig sicherte Albrecht IV. im Jahr 1323 den familiären Erbgang der herrschaftlichen Besitzungen, die nicht zum Burggrafenamt gehörten. Das in seinen Rechten und Einkommen stark verringerte Altenburger Burggrafenamt unterstellte König Ludwig der Bayer im Jahr 1324 der Lehnshoheit seines aus dem Haus Wettin stammenden Schwiegersohnes, Markgraf Friedrich den Ernsthaften. Mit dem 1329 erfolgten Tod von Burggraf Albrecht IV. wurde durch ein kaiserliches Diplom der Übergang des Altenburger Burggrafenamts an die Wettiner bestätigt. Seit dieser Zeit wurde Altenburg als ein fester Bestandteil des Pleißenlands angesehen.

### Die burggräflichen Besitzungen nach dem Aussterben der Burggrafen von Altenburg
Das Erbe der Burggrafen von Altenburg, d. h. die Haus- und Privatgüter, gingen 1329 ohne die an die Wettiner übertragene Burggrafenwürde mit ihren Rechten, Gütern und Einkünften an Elisabeth, die Tochter des letzten Altenburger Burggrafen Albrecht IV. über. Da diese mit Otto von Leisnig verheiratet war, kam der Besitz der Altenburger Burggrafen somit an die Familie der Burggrafen von Leisnig. Nach einer familiären Erbteilung der Herrschaft Rochsburg im Jahr 1436 blieb die verkleinerte Herrschaft Rochsburg bis 1448 und die Herrschaft Penig bis zum Aussterben der Familie im Jahr 1538 im Besitz der Burggrafen von Leisnig.
Der Besitz der Frohburger Seitenlinie befand sich bereits im 14. Jahrhundert im Besitz wettinischer Marschälle aus der Familie von Schladebach (später: Marschall von Bieberstein genannt), die sich als Marschall von Frohburg bezeichneten. Das zu jener Zeit Flügelsberg genannte Flößberg kam mit dem Aussterben dieser Seitenlinie im Jahr 1330 an den Deutschen Orden zu Altenburg.

## Burggrafen von Altenburg
- Heinrich I. von Altenburg (1146/47 bis 1189 erwähnt, gest. 1203)
- Dietrich I. von Altenburg (zwischen 1203 und 1210)
- Albrecht I. von Altenburg (1210 bis 1229)
- Albrecht II. von Altenburg (1222/29 bis 1270)
- Albrecht III. von Altenburg (1275 bis 1280)
- Heinrich IV. von Altenburg (1280 bis 1291) (Zinnberger Linie)
- Dietrich II von Rochsburg (1291 bis 1303) (Rochsburger Linie)
- Albrecht IV. von Altenburg (1303 bis 1328) (Rochsburger Linie)

## Wappen
- Das Wappen der Burggrafen von Altenburg zeigt im Schild eine Rose. Auf dem Helm acht köcherartige Spickel mit Pfauenfedern.[13]
- Das Wappen der Burggrafschaft Altenburg ist die rote Rose auf silbernem Grund. Sie findet sich heute u. a. im Wappen des ostthüringischen Landkreises Altenburger Land und in einigen Ortswappen im Landkreis (u. a. Altenburg, Altkirchen, Lucka, Langenleuba-Niederhain und Heukewalde) und in den heute im sächsischen Landkreis Mittelsachsen liegenden Herrschaften Penig und Rochsburg (u. a. Penig).[14]